# 柏野昌俊
柏野 昌俊（かしの まさとし、3月31日 - ）は、日本の男性声優、歌手。東京都出身。プロダクション・エース所属。

## 略歴
アミューズメントメディア総合学院出身。
朝倉紀行プロデュースにより、音楽活動も開始する。

## 人物
趣味・特技にはプロ野球観戦、アカペラ歌唱、ラテアートをそれぞれ挙げている。また、珠算検定1級を持っている。

## 出演

### テレビアニメ
2013年
- 勇者になれなかった俺はしぶしぶ就職を決意しました。
- 俺の脳内選択肢が、学園ラブコメを全力で邪魔している（男性客）

2014年
- 風雲維新ダイ☆ショーグン（男4）

2015年
- 空戦魔導士候補生の教官（男子B、男子生徒3）
- 櫻子さんの足下には死体が埋まっている（生徒、男子生徒）
- 新妹魔王の契約者 BURST（男子生徒）

2016年
- ハルチカ〜ハルタとチカは青春する〜（男子生徒、係員 他）

2017年
- 終末なにしてますか? 忙しいですか? 救ってもらっていいですか?（兵士A、滅殺奉史騎士団F、野営地の人々）
- はじめてのギャル（手前の男）
- 僕の彼女がマジメ過ぎるしょびっちな件（男子生徒、ウルテクさん）

2019年
- RobiHachi（カップル）
- まちカドまぞく（2019年 - 2022年、吠える犬、鶏肉） - 2シリーズ
- エッグカー（2019年 - 2020年、アンリ）

2020年
- あひるの空（西条中バスケ部）
- ストライクウィッチーズ ROAD to BERLIN（通信兵）

2021年
- 異世界食堂2（町人）

2022年
- ハコヅメ〜交番女子の逆襲〜（野次馬）
- 境界戦機（避難民）
- かぐや様は告らせたい-ウルトラロマンティック-（教師B）
- 連盟空軍航空魔法音楽隊ルミナスウィッチーズ（乗客）

2023年
- レベル1だけどユニークスキルで最強です（店主）

### ゲーム
2013年
- アサシン クリード IV ブラック フラッグ
- KILLZONE: Mercenary
- Junk Fields（敵将校）

2014年
- インフィニタ・ストラーダ（東条教授 他） - 2シリーズ
- ウォッチドッグス
- The Elder Scrolls Online（呪術師チラー）
- 戦国BASARA4

2015年
- アサシン クリード シンジケート
- ウィッチャー3 ワイルドハント
- コール オブ デューティ ブラックオプス3
- 人狼ゲーム for Girl's（川崎文隆）
- Fallout 4

2016年
- ウォッチドッグス2（ホレイショ）
- コール オブ デューティ インフィニット・ウォーフェア（バリック・キャプテン）
- Dishonored 2
- ディビジョン
- HOMEFRONT the Revolution
- レゴ スター・ウォーズ/フォースの覚醒（ランド・カルリジアン）

2017年
- ファイトリーグ（南国戦士 カルナ）
- モンスターストライク（ゲルナンド）

2019年
- Far Cry New Dawn（ギャレット・バーンズ）

### オーディオブック
- 人間は9タイプ 子どもとあなたの伸ばし方説明書

### 吹き替え

#### 映画
- ゾンビ処刑人（マーティ・キム〈クリント・ジュン〉）
- ロンドン・ブルバード -LAST BODYGUARD-（デーブの甥）
- キル・コマンド（ロフタス）
- バック・トゥ・ザ・フューチャー（スキンヘッド〈J・J・コーエン〉）※日本テレビ版
- バック・トゥ・ザ・フューチャー PART2（スキンヘッド〈J・J・コーエン〉）※日本テレビ版
- マペットのホーンテッドマンション（庭師〈ダレン・クリス〉）

#### ドラマ
- Channel ZERO: ノーエンド・ハウス（英語版）
- ローデッド: 4人の幼稚なミリオネア（英語版）
- アメリカを荒らす者たち（英語版）
- 歴史人物ショー（英語版）（ベントレー）
- ザ・ボーイズ（Aトレイン〈ジェシー・T・アッシャー〉）
- 原潜ヴィジル 水面下の陰謀（アダムズ上等兵曹）[7]
- パルス（イライジャ〈ジェシー・T・アッシャー〉）

#### アニメ
- アバローのプリンセス エレナ（クリストバル侯爵）
- カップケーキ&ダイノのなんでも屋（英語版）（スニーキー・スタン〈カイル・ドゥーリー〉）
- 下の階には澪がいる（学祭客男、学祭客）
- ビートバグズ（英語版） シーズン3
- マペット・ベビー（マニー）

### 舞台
- 座・高円寺2「プロメテウスの贖罪」 - 雨宮圭 役
- 六行会ホール「舞台版 天誅-2015-」 - 日替わりゲスト

## ディスコグラフィ

### タイアップ曲
| 楽曲                            | タイアップ                                          | 時期   |
| ------------------------------- | --------------------------------------------------- | ------ |
| 積み木Lover～僕なりの恋の仕方～ | テレビドラマ『マメシバ一郎 フーテンの芝二郎』挿入歌 | 2012年 |
| 里に降る幸せ                    | 舞台版『天誅』挿入歌                                | 2015年 |

### シリーズ一覧
1. ↑  第1期（2019年）、第2期『2丁目』（2022年）